# アルフレッド・リード
アルフレッド・リード（Alfred Reed, 1921年1月25日 - 2005年9月17日）は、アメリカの作曲家・指揮者。特に吹奏楽においては、20世紀を代表する音楽家の1人とされる。
200曲以上の吹奏楽作品がある。プロの吹奏楽団のみならず教育団体・一般団体からの委嘱作品も存在する。

## 人物・来歴
1921年1月25日、ニューヨークで生まれる。
10歳からトランペット、15歳から作曲を学び、高校を卒業すると放送局の作曲編曲兼副指揮者の仕事に就く。
1942年、21歳のときに第529陸軍航空隊バンドに配属され、副指揮者・ディレクターとなる。除隊後1946年にジュリアード音楽院に入学、ヴィットリオ・ジャンニーニに作曲を師事する。
その後、NBC・CBS・ABCなどで音楽番組の制作に関わっていたが、1953年にベイラー大学シンフォニーオーケストラの指揮者に就任し指導を行う。同時に1955年から1966年までハンセン出版社の責任編集者を務めた。
1966年には、マイアミ大学音楽学校の教授となり、1993年まで作曲・理論を教えるかたわら、世界中のバンドと共演し、また数々の作品を発表した。
1968年には、ペルーのリマにあるペルー国立音楽院から名誉博士号を受ける。
日本では、リードの作品「音楽祭のプレリュード」が全日本吹奏楽コンクールの課題曲に採用されたことをきっかけに広く知られるようになった。1981年に東京佼成ウインドオーケストラの招きを受けて初来日。1988年からは洗足学園音楽大学客員教授を務め、また数多くのアマチュア楽団を精力的に指導した。大阪の民放・毎日放送テレビの放送開始・終了の音楽も手がけた。
2005年9月17日、フロリダ州コーラルゲーブルスで老衰のため死去。84歳没。

## 主な作品

### 交響曲
- 金管楽器と打楽器のための交響曲 (1952)
- 第2交響曲 (1977)
- 第3交響曲 (1988)
- 第4交響曲 (1992)
- 第5交響曲“さくら”(1995)

### 組曲
- 吹奏楽のための第1組曲 (1974)
- 吹奏楽のための第2組曲「ラティーノ・メキシカーナ」 (1979)
- 吹奏楽のための第3組曲「バレエの情景」 (1981)
- 吹奏楽のための第4組曲「シティ・オブ・ミュージック」 (1992)
- 吹奏楽のための第5組曲「インターナショナル・ダンス」 (1995)
- 吹奏楽のための第6組曲 (1998)
- 吹奏楽のための第7組曲「センチュリー・オブ・フライト」 (2003) - 石川県輪島市の能登空港の開港および、ライト兄弟による世界初の有人動力飛行100周年を祝して作曲された[1]

### その他の楽曲
- ロシアのクリスマス音楽（ロシアン・クリスマス） (1944)
- スラブ民謡組曲　（1953）
- バラード～アルトサックスのための　（1956）
- 音楽祭のプレリュード（フェスティヴァル・プレリュード） (1957) - 1970年度全日本吹奏楽コンクール課題曲（中学の部を除く全部門のための課題曲）
- シンフォニック・プレリュード (1963) - 1965年度全日本吹奏楽コンクール課題曲（大学・一般向け課題曲）
- パッサカリア (1967)
- サスカッチアンの山 (1967)
- ミュージック・メーカーズ (1967)
- ジュビラント序曲 (1969)
- 序曲「インペラトリクス」(1971)
- 「ハムレット」への音楽 (1971)
- イン・メモリアム 〜逝ける者への哀歌〜 (1972)
- 北国の伝説 (1972)
- アルメニアン・ダンス（パート1） (1972)
- アレルヤ! ラウダムス・テ (1973)
- パンチネロ序曲 (1973)
- アルメニアン・ダンス（パート2） (1975)
- プレリュードとカプリッチオ (1977)
- オセロ (1977)
- 魔法の島 (1979)
- 序曲「春の猟犬」 (1980)
- ラッシュモア (1980)
- プロセルピナの庭 (1981)
- クイーンストン序曲 (1982)
- 小組曲（Ⅰイントラーダ　Ⅱシチリアーナ　Ⅲスケルツォ　Ⅳジーグ） (1983)
- ヴィヴァ・ムジカ!  (1983)
- 法華経からの三つの啓示 (1983)
- エル・カミーノ・レアル (1985)
- セカンド・センチュリー (1985)
- 気高きカスケード連峰の歌 (1985)
- ゴールデン・ジュビリー (1986)
- エルサレム讃歌 (1987)
- サリューテイションズ! (1988)
- ゴールデン・イーグル (1990)
- カーテン・アップ! (1990)
- 春のよろこび (1990) - 天理高等学校委嘱作品
- ミスター・ミュージック! (1990) - 秋山紀夫に献呈
- マリンバ・コンチェルティーノ (1991)
- エヴォリューションズ (1993)
- トランペット協奏曲 (1996)
- 2つのバガテル (1997)
- ミレニアムIII (1998)
- ミュージック・イン・ジ・エアー（2000） - 毎日放送テレビ、OP/CL、ラジオCL曲。死去時には追悼のテロップも流された（ラジオは追悼アナウンス）
- サクソフォーン四重奏のための五つのカメオ (2001)
- 十二夜 (2003)
- アーデンの森のロザリンド (2004)

### 編曲
- グリーンスリーヴズ（1961）
- 主よ、人の望みの喜びよ（1981）